# Gerrit de Vries (cyclisme)
Pour les articles homonymes, voir Gerrit de Vries et de Vries.
Gerrit de Vries, né le 13 mai 1967 à Oldeberkoop, est un coureur cycliste néerlandais des années 1980-1990.

## Biographie
En 1986, il remporte le titre de champion du monde du contre-la-montre par équipes amateurs.
Professionnel de 1989 à 1997, il remporte trois victoires.

## Palmarès et résultats

### Palmarès amateur
- 1984
  - Grand Prix Rüebliland
  -  Médaillé de bronze au championnat du monde du contre-la-montre par équipes juniors
- 1985
  - Grand Prix Rüebliland
  - 2e du championnat des Pays-Bas sur route juniors
  -  Médaillé de bronze au championnat du monde du contre-la-montre par équipes juniors
- 1986
  -  Champion du monde du contre-la-montre par équipes (avec Tom Cordes, John Talen et Rob Harmeling)
  - 4eb étape du Grand Prix François-Faber
  - 3e du championnat des Pays-Bas de poursuite amateurs
- 1987
  - Grand Prix François-Faber

### Palmarès professionnel
- 1990
  - 4e étape de l'Étoile de Bessèges
  - 3e du Grand Prix de la Libération (contre-la-montre par équipes)
- 1991
  - Grand Prix de la Libération (contre-la-montre par équipes)

### Résultats sur les grands tours

#### Tour de France
7 participations
- 1990 : 67e
- 1991 : 34e
- 1992 : non-partant (7e étape)
- 1993 : 55e
- 1994 : 77e
- 1996 : 119e
- 1997 : 125e

#### Tour d'Espagne
3 participations
- 1991 : 30e
- 1992 : 28e
- 1993 : 26e